# Chromatyda

Diagram przedstawiający chromosom, na którym oznaczono: krótkie (3) i długie (4) ramię prawej chromatydy (1) oraz centromer (2).

Chromatyda (gr. chrṓma = barwa; eídos = postać, kształt) – ramię (połowa) chromosomu widoczne w fazach bezpośrednio poprzedzających podział komórki jako odrębna jednostka morfologiczna. W wyniku replikacji DNA każdy chromosom ma dwie identyczne chromatydy, które połączone są centromerem i nazywają się chromatydami siostrzanymi. Powstają one zwykle w fazie S cyklu komórkowego. Chromatydy jako części chromosomu składają się z włókien chromatyny ułożonych w pętle. Włókno chromatyny o szerokości 30 nm to nukleosomy (jeden nukleosom tworzy DNA nawinięte na oktamer histonowy) zwinięte w helisę i ułożone jeden na drugim. Podczas anafazy (w mitozie i drugim podziale mejotycznym) wszystkie chromatydy stają się chromosomami potomnymi, które przemieszczają się do przeciwległych biegunów komórki, dzięki skracającym się włóknom wrzeciona podziałowego (kariokinetycznego).